# Мадикен
Мади́кен — девочка 7-8 лет, персонаж серии из 6 книг авторства Астрид Линдгрен, экранизированных в двух фильмах и телесериале. Её настоящее имя — Маргарита Энгстрём.

## Персонаж
Мадикен живет на ферме с ручьем в Юнибаккене, со своей пятилетней сестрой Лисабет, матерью Кайсой, отцом Йонасом и служанкой Альвой. Её папа Йонас работает редактором газеты «Вестник труда».
Настоящее имя Лисабет — Элизабет. Она менее озорная, чем Мадикен. Служанка Альва помогает их маме Кайсе по дому, и очень любит Мадикен и Лисабет. Также к ним приходит Линус Ида, которая помогает им со стиркой и уборкой. Она рассказывает истории из Библии, поёт песни и играет на гитаре для Мадикен и Лисабет.
У них есть бедные соседи Нильссоны, у которых Мадикен проводит много времени, возможно, потому, что она немного влюблена в Аббе, их сына-подростка. Дядя Эмиль Нильссон употребляет алкоголь и почти не работает. Тетя Эмма Нильссон зарабатывает деньги на продаже крендельков на рынке. Аббе печёт крендельки, но на самом деле он мечтает стать лётчиком или моряком. Мадикен и Лисабет были врагами с сестрами Мией и Маттис, которые живут на одной улице с Линус Идой, в бедной части города, но потом они становятся друзьями. Мия является одной из одноклассниц Мадикен, и скорее всего Маттис и Лисабет тоже станут одноклассницами.
Мадикен можно часто увидеть в переднике. Позже у девочек появляется сестрёнка, которую назовут Кайсой (в честь мамы).

## Прообраз

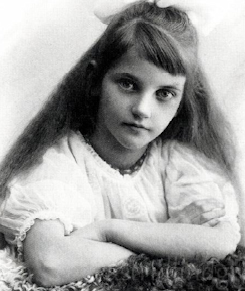
Анна-Мари Ингестрём — прообраз Мадикен

У Мадикен существовал реальный прообраз. Анна-Мари Ингестрём (в замужестве Фрис) родилась и выросла в Виммербю и была подругой детства Астрид Линдгрен. Её отец был директором банка, и они жили в большой белокаменной вилле. Несмотря на то, что Астрид Линдгрен была из крестьянской семьи, они быстро стали лучшими друзьями.
Некоторые сцены в фильмах о Мадикен были сняты на ферме Йерста (Järsta) (которая должна была представлять Юнибаккен) в деревне Бругорд (Brogård) примерно в 20 км к северу от Уппсалы.

## Книги
1. Мадикен / швед. Madicken (1960)
2. Мадикен и Пимс из Юнибаккена / швед. Madicken och Junibackens Pims (1976)
3. Смотри, Мадикен, снег идёт! (Книжка с картинками)  / швед. Titta Madicken, det snöar! (1983)
4. Всё о Мадикен (сборник) / швед. Allas vår Madicken (1983)
5. Как Лисабет засунула в нос горошину (рассказ) / швед. När Lisabet pillade in en ärta i näsan (1991)
6. Рождество — прекрасное изобретение, сказала Мадикен (рассказ) / швед. Jullov är ett bra påhitt, sa Madicken (1993)

## Экранизации
- 1979 Мадикен (сериал)
- 1980 Ты с ума сошла, Мадикен!
- 1980 Мадикен из Юнибаккена

### В ролях
- Йонна Лильендаль — Мадикен
- Лив Альстерлунд — Лисабет
- Моника Нурдквист — мама Кайса
- Бьёрн Гранат — отец Ионас
- Лис Нильхейм — Альва
- Сиф Рууд — Линус Ида
- Бьёрн Густафсон — доктор Берглунд
- Себастиан Хоканссон — Аббе
- Аллан Эдвалль — Дядя Нильссон
- Биргитта Андерссон — тётя Нильссон
- Тед Острём — трубочист
- Филлье Люкков — учительница
- Черстин Ханссон — Мия
- Сесилия Орландо Вилльберг — Маттис